# Im Teichbruch
Im Teichbruch ist ein Naturschutzgebiet in der niedersächsischen Gemeinde Bramsche im Landkreis Osnabrück.
Das Naturschutzgebiet mit dem Kennzeichen NSG WE 056 ist 6 Hektar groß. Es stellt einen kleinen Rest des ehemaligen „Heumoores“ unter Schutz, das großflächig abgebaut und kultiviert wurde. Einige hundert Meter westlich des Naturschutzgebietes befindet sich mit dem 6,5 Hektar großen Naturschutzgebiet „Neuenkirchener Moor“ ein weiterer kleiner Rest des „Heumoores“. 
Das Naturschutzgebiet, das vollständig von landwirtschaftlichen Nutzflächen umgeben ist, wird von einem Kiefern- und Birkenwald geprägt. Innerhalb des Schutzgebietes liegt ein kleiner Heideweiher. Hier sind u. a. Wollgräser, Seggen und Torfmoose zu finden.
Die Entwässerung erfolgt zur Hase.
Das Gebiet steht seit dem 16. Dezember 1977 unter Naturschutz. Zuständige untere Naturschutzbehörde ist der Landkreis Osnabrück.